# San Domenico di Varzo
San Domenico di Varzo est un hameau de la commune de Varzo en Italie.

## Tourisme
La localité est située à proximité du Parc naturel de l'Alpe Veglia-Alpe Devero. Elle comporte également une station de sports d'hiver avec des pistes qui descendent dans le Val Cairasca.

## Cyclisme
Le Tour d'Italie féminin y a fait étape en 2013, 2014 et 2015. L'ascension est surnommée l'Alpe d'Huez du Tour d'Italie féminin.